# 스피릿 스쿼드

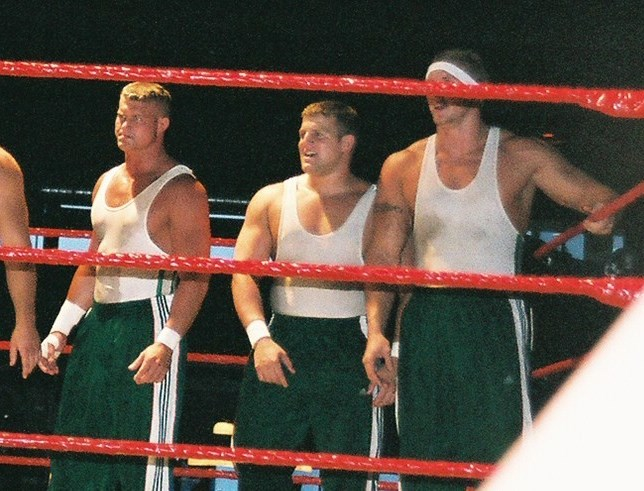
2006년 7월 30일 태그팀 경기 중의 스피릿 스쿼드

스피릿 스쿼드(The Spirit Squad)는 케니, 조니, 미치, 니키, 마이키로 구성되어 있는 태그팀이다. 2006년 로얄럼블에 등장하였다. WWE RAW에서는 케인, 빅쇼를 꺾고 WWE 월드 태그팀 챔피언에 등극한다. 하지만 서바이벌 시리즈에서 패배해 타이틀을 빼앗기고 사라지고 니키(돌프 지글러)만 돌아와 활동을 하고 있었다. 그리고 니키(돌프 지글러)를 공격하며 더 미즈를 따르는 역할로 케니, 마이키만 악역으로 잠시 돌아왔었다. 하지만 정식 계약이 처음부터 되어있지 않은 것 이기 때문에 결국 둘다 WWE를 떠나고 인디단체에서 활동하고 있다.

## 수상
- WWE 월드 태그팀 챔피언 (구 버전) 1회